# Siegfried Wagner
Siegfried Wagner (ur. 6 czerwca 1869 w Lucernie, zm. 4 sierpnia 1930 w Bayreuth) – niemiecki kompozytor, dyrygent i reżyser. Syn Richarda Wagnera i Cosimy Wagner.
Po matce był wnukiem wybitnego węgierskiego wirtuoza pianisty i kompozytora Ferenca Liszta. Uczeń Engelberta Humperdincka i J. Kniesego. Jako dyrygent występował w wielu krajach Europy. Od 1892 był asystentem, potem dyrygentem, reżyserem, od 1909 dyrektorem generalnym Festiwali Wagnerowskich w Bayreuth. Poślubił Winifred Wagner z d. Williams (ur. 1897) i miał czworo dzieci: Wielanda (1917–1966), Friedelind (1918–1991), Wolfganga (1919–2010) i Verenę (ur. 1920).
Napisał opery oparte na podaniach i baśniach ludowych: „Der Bärenhäuter” (Monachium 1899), „Herzog Wildfang” (1901), „An allein ist Hütchen Schuld” (Stuttgart 1917), „Schwarzschwanenreich” (1918), „Der Schmied von Marienburg” (pol. Kowal z Malborka; 1920) i in. Stworzył też wiele poematów symfonicznych, koncertów, esejów o tematyce literackiej i muzycznej. 
Po śmierci Siegfrieda Wagnera kierownictwo festiwalu wagnerowskiego przejęła jego żona Winifred, ciesząca się uznaniem Hitlera.